# Distrikt Coyllurqui
Der Distrikt Coyllurqui liegt in der Provinz Cotabambas in der Region Apurímac in Südzentral-Peru. Der Distrikt wurde am 19. November 1942 gegründet. Er hat eine Fläche von 419 km². Beim Zensus 2017 wurden 6586 Einwohner gezählt. Im Jahr 1993 lag die Einwohnerzahl bei 6935, im Jahr 2007 bei 7494. Sitz der Distriktverwaltung ist die 3165 m hoch gelegene Ortschaft Coyllurqui mit 915 Einwohnern (Stand 2017). Coyllurqui liegt 30 km westnordwestlich der Provinzhauptstadt Tambobamba.

## Geographische Lage
Der Distrikt Coyllurqui liegt im Andenhochland im Westen der Provinz Cotabambas. Der Río Vilcabamba, linker Nebenfluss des Río Apurímac, sowie dessen rechter Nebenfluss Río Palca fließen entlang der westlichen Distriktgrenze nach Norden. Der Río Ñahuinlla, ebenfalls ein rechter Nebenfluss des Río Vilcabamba, durchfließt den Distrikt in überwiegend nördlicher Richtung.
Der Distrikt Coyllurqui grenzt im Westen an die Distrikte Progreso, Huayllati und Mariscal Gamarra (alle drei in der Provinz Grau), im äußersten Nordwesten an den Distrikt Curahuasi (Provinz Abancay), im Nordosten an den Distrikt Cotabambas, im Osten an den Distrikt Tambobamba sowie im äußersten Süden an den Distrikt Challhuahuacho.

## Ortschaften
Neben dem Hauptort Coyllurqui gibt es folgende größere Ortschaften im Distrikt:
- Acpitan (499 Einwohner)
- Chiscahuaylla (234 Einwohner)
- Manasqui (389 Einwohner)
- Ñahuinlla (403 Einwohner)
- Pamputa (327 Einwohner)
- Pfaco (447 Einwohner)
- Vilcaro (382 Einwohner)
- Yurac Rumi (290 Einwohner)